# Wspaniałość Ambersonów (film 1942)
Wspaniałość Ambersonów (ang. The Magnificent Ambersons) – amerykański film dramatyczny z 1942 roku w reżyserii Orsona Wellesa. Film powstał na podstawie powieści Bootha Tarkingtona pod tym samym tytułem, wydanej w 1918 roku.
Światowa premiera filmu miała miejsce 10 lipca 1942 roku.

## Obsada
- Joseph Cotten jako Eugene Morgan
- Dolores Costello jako Isabel Amberson Minafer
- Anne Baxter jako Lucy Morgan
- Tim Holt jako George Amberson Minafer
- Agnes Moorehead jako ciocia Fanny Minafer
- Ray Collins jako wujek Jack Amberson
- Erskine Sanford jako Roger Bronson
- Donald Dillaway jako Wilbur Minafer
- Richard Bennett jako Major Amberson
- Harry E. Humphrey jako obywatel (niewymieniony w czołówce)
- Orson Welles jako narrator

## Upamiętnienie
W 2002 roku na cześć filmu nazwano nowo odkryty gatunek pająka Orsonwelles ambersonorum.